# Станиоли
Станиоли е български музикален дует, създаден от Станчо Станчев (Стан) и Орлин Дочев (Оли) в Шумен, България, с активна музикална и концертна дейност в края на 90-те и началото на 2000 г. Името на дуета е комбинация от първите имена на членовете.

## История
Дочев и Станчев са родени в Шумен и създават „Станиоли“ през 1998 г. около честване на годишнина на шуменското „Форте радио“. През 1999 г. излиза пилотната им песен „Лолитски танц“, с която дуетът придобива популярност и успех в класациите. Следва издаването на дебютния им албум „Имена“ през 2001 г., включващ общо десет авторски песни, сред които добилите популярност „Гара за двама“, „Намигай ми“ и „Огън и лед“. Песните на Станиоли са по музика и текст на Орлин Дочев, а аранжимента в албума е на Момчил Колев.
Проблеми с издателската компания препятстват издаването на втория им албум и по-нататъшните изяви на групата секват.
В периода 2012 – 2015 г. Дочев издава три самостоятелни солови албума – Personal Mode (2012 г.), ON (2013 г.) и 7th Heaven (2015 г.).
След дълга пауза, през 2015 г. „Станиоли“ пускат нова песен – „Имам всичко, имам теб“, която трябва да е пилотен сингъл на новия им албум „Крила”, предвиден да излезе през 2016 г. Видеоклипът към парчето влиза в класацията на БНТ 2 „Ново 10+2“.
Понастоящем Дочев и Станчев живеят в Лондон със семействата си.

## Успехи
По-значими награди:
- 2001 г. – Годишна музикална награда 2001, присъдена от музикално списание „Ритъм“: най-добрият албум на годината; над 100 интервюта (TV програми, фестивали)[1]
- 2007 г. – Слушателите на „БГ Радио“ нареждат „Гара за двама“ под №170 във „Великите 500“. В компилацията на „БГ Радио“ „Великите 1000 български песни“ са включени „Лолитски танц“ под  №479 и „Гара за двама“ под №350.
- 2003 г. – Национална музикална награда 2003 – хит и видеоклип на годината за „Гара за двама“ на дует „Станиоли“[1]
- 2011 г. –  през септември 2011 г. Орлин Дочев печели специалната награда на БНР на XVIII международен конкурс за популярна песен „Златен кестен“ за дуетното си изпълнение на песента „Ах, този дъжд“ по музика и текст на Орлин Дочев в дует с Жени Джамбазова.

## Дискография

### Албуми
- Имена (2001)

### Песни
(до 2001)
- „Лолитски танц“
- „Синя лагуна“
- „Огън и лед“
- „Вир вода“
- „Намигай ми“
- „Гара за двама“
- „Има (приказка за това, кой – как обича)“
- „Тичай“
- „Лунна соната“
- „Хвърчило“

Сингли
- „Недей“
- „Парашут“
- „Балерината“
- „Вятърни мелници“
- „Дали“
- „Сърце на половина“
- „Ако не тръгна, ще остана“
- „Имам всичко, имам теб“ (2015)